# شبگرد فلفلی
شبگرد فلفلی(نام علمی: Caprimulgus maculosus) نام یک گونه از راسته جغد است.